# Paclitaxel
Paclitaxelul (cunoscut și ca taxol) este un agent chimioterapic derivat de taxan și este utilizat în tratamentul unor cancere. Calea de administrare disponibilă este cea intravenoasă.
Molecula a fost izolată prima dată în 1971 din tisă și a fost aprobată pentru uz medical în anul 1993. Se află pe lista medicamentelor esențiale ale Organizației Mondiale a Sănătății. Este disponibil sub formă de medicament generic.

## Utilizări medicale
Paclitaxelul este utilizat în tratamentul următoarelor forme de cancer:
- cancer ovarian, în asociere cu cisplatină sau carboplatină
- cancer pulmonar, în asociere cu cisplatină sau carboplatină
- cancer mamar
- cancer pancreatic
- cancer esofagian
- cancer de vezică urinară
- cancer de cap și de gât
- cancer cervical
- sarcom Kaposi la pacienți cu SIDA.[14]

## Mecanism de acțiune
Molecula de paclitaxel se leagă în mod reversibil de microtubulii fusului de diviziune, stabilizându-i și prevenind depolimerizarea sau dezasamblarea lor. Are loc astfel blocarea diviziunii celulare în metafază.